# Łucznictwo na Igrzyskach Śródziemnomorskich 2005
Łucznictwo na Igrzyskach Śródziemnomorskich 2005 odbywało się w dniach 28–30 czerwca 2005 roku. Zawodnicy obojga płci rywalizowali łącznie w trzech konkurencjach na Estadio de la Juventud Emilio Campra.

## Podsumowanie

### Klasyfikacja medalowa
| Klasyfikacja medalowa | Klasyfikacja medalowa | Klasyfikacja medalowa | Klasyfikacja medalowa | Klasyfikacja medalowa | Klasyfikacja medalowa |
| Miejsce               | państwo               | Złoto                 | Srebro                | Brąz                  | Razem                 |
| --------------------- | --------------------- | --------------------- | --------------------- | --------------------- | --------------------- |
| 1                     | Włochy                | 2                     | 1                     | 0                     | 3                     |
| 2                     | Hiszpania             | 1                     | 0                     | 0                     | 1                     |
| 3                     | Turcja                | 0                     | 1                     | 1                     | 2                     |
| 3                     | Francja               | 0                     | 1                     | 1                     | 2                     |
| 5                     | Słowenia              | 0                     | 0                     | 1                     | 1                     |
| Razem                 | Razem                 | 3                     | 3                     | 3                     | 9                     |

### Medaliści
| Konkurencja   | 1. miejsce        | 2. miejsce       | 3. miejsce           |           |           |           |
| Mężczyźni     | Mężczyźni         | Mężczyźni        | Mężczyźni            | Mężczyźni | Mężczyźni | Mężczyźni |
| ------------- | ----------------- | ---------------- | -------------------- | --------- | --------- | --------- |
| Indywidualnie | Marco Galiazzo    | Romain Girouille | Yoann Palermo        |           |           |           |
| Kobiety       |                   |                  |                      |           |           |           |
| Indywidualnie | Almudena Gallardo | Natalia Valeeva  | Derya Bard Sarıaltın |           |           |           |
| Drużynowo     | Włochy            | Turcja           | Słowenia             |           |           |           |